# Březen 2023
Toto je archivovaný článek z portálu Aktuality.
3. března – pátek
 Běloruský lidskoprávní aktivista Ales Bjaljacki zakladatel organizace Vjasna, který je nositelem Nobelovy ceny za mír, byl odsouzen k 10 letům odnětí svobody. 
4. března – sobota
 Česká filmová a televizní akademie na slavnostním ceremoniálu Českého lva 2022 předala ceny. Nejlepším celovečerním filmem se stal Il Boemo. 
6. března – pondělí
 Vůdkyně běloruské opozice Svjatlana Cichanouská byla in absentia odsouzena k 15 letům odnětí svobody. 
 Španělsko vyzvalo Spojené státy, aby v Palomares odstranily následky letecké havárie. Po srážce amerických vojenských letadel 17. ledna 1966 se tam z vodíkové pumy uvolnilo radioaktivní plutonium. 
7. března – úterý
 Izraelské vojenské letectvo provedlo nálet na mezinárodní letiště Aleppo. 
 Prezident Miloš Zeman udělil milost společnosti Energie - stavební a báňská potrestané v kauze zakázky na zajištění a odvodnění svahů v Lánské oboře u vodní nádrže Klíčava. 
 Nová japonská raketa H3 nesoucí družici ALOS-3 byla zničena krátce po startu z Kosmického centra Tanegašima. 
8. března – středa
 Senát Parlamentu České republiky schválil vládní návrh na snížení valorizace penzí. 
9. března – čtvrtek
 Petr Pavel složil ústavou předepsaný slib a ujal se funkce prezidenta České republiky. 
 Pád kalifornské Silicon Valley Bank je největším krachem banky ve Spojených státech od finanční krize v roce 2008. 
10. března – pátek
 Prezident Petr Pavel jmenoval Petra Hladíka novým ministrem životního prostředí. 
 Čínský parlament zvolil Si Ťin-pchinga potřetí prezidentem Číny. 
11. března – sobota
 Tisíce lidí se účastnily demonstrace svolané neparlamentní stranou Právo Respekt Odbornost na Václavském náměstí. Po skončení demonstrace došlo k potyčkám u Národního muzea. 
12. března – neděle
 Na 95. ročníku udílení Oscarů se nejlepším filmem stalo Všechno, všude, najednou, za nejlepší herecké výkony byli oceněni Brendan Fraser a Michelle Yeoh. Českou kinematografii reprezentoval film Il Boemo. 
13. března – pondělí
 Írán propustil 22 tisíc lidí zatčených za účast na protivládních demonstracích. 
14. března – úterý
 Americký bezpilotní letoun MQ-9 Reaper se po taranu ruskou stíhačkou Su-27 zřítil do Černého moře. 
15. března – středa
 Česká pošta oznámila, že zruší 300 svých poboček a propustí tisíce zaměstnanců 
17. března – pátek
 Mezinárodní trestní soud v nizozemském Haagu vydal mezinárodní zatykač na ruského prezidenta Vladimíra Putina v kauze deportací ukrajinských dětí do Ruska. 
18. března – sobota
 Ekvádor zasáhlo zemětřesení o síle 6,7 stupňů Richterovy stupnice s epicentrem asi 80 kilometrů jižně od přístavu Guayaquil. Otřesy byly zaznamenány i v Peru. 
 Sedm domů bylo zničeno při požáru v Banské Štiavnici. 
22. března – středa
 Robert Metcalfe získal Turingovu cenu za vynález systému Ethernet pro počítačové sítě. 
23. března – čtvrtek
 Z Mysu Canaveral na Floridě odstartovala raketa Terran 1, první raketa, vytištěná z větší části na 3D tiskárně. 
28. března – úterý
 Barmská armáda nařídila rozpuštění strany Národní liga pro demokracii vedené Aun Schan Su Ťij, která je uvězněna od převratu v roce 2021. 
29. března – středa
 Humza Yousaf, nový předseda Skotské národní strany, byl zvolen skotským premiérem. 
30. března – čtvrtek
 Turecký parlament schválil vstup Finska do NATO. 